# Stanisław Panek (polityk)
Stanisław Panek (ur. 20 sierpnia 1928 r. w Rakszawie, zm. 14 października 2011 r. w Brzózie Królewskiej) – polski działacz polityczny.
Jego rodzicami byli Jan i Zofia z domu Waniowska. W czasie okupacji brał udział w walkach AK – Oddział Dywersji Kolejowej, oraz był łącznikiem.
Na tajnych kompletach ukończył gimnazjum w Łańcucie. Następnie zdał maturę w liceum w Leżajsku w 1946. Absolwent Uniwersytetu Poznańskiego, wydziału agrotechnicznego (magister inżynier nauk agrotechnicznych). Po dyplomie pełnił funkcję asystenta na wydziale leśnym Uniwersytetu Poznańskiego.
Wieloletni działacz Polskiej Zjednoczonej Partii Robotniczej, zastępca przewodniczącego Wojewódzkiej Rady Narodowej we Wrocławiu (1962-1969), następnie (9 czerwca 1969 – 6 grudnia 1972) przewodniczący Prezydium Miejskiej Rady Narodowej we Wrocławiu.
Po funkcjach w radach narodowych został konsulem Polski w Czechosłowacji. Następnie był dyrektorem hoteli Orbis we Wrocławiu.